# (26097) 1988 VJ1
1988 في جاي 1 (ويعرف أيضًا باسم (26097) 1988 في جاي 1 وفق تسمية الكوكب الصغير) (بالإنجليزية: 1988 VJ1)‏ هو كويكب ضمن حزام الكويكبات؛ وترتيبه 26097 من حيث الاكتشاف.
اكتُشف هذا الجُرم الفلكي بواسطة Tsutomu Seki ‏ في 6 نوفمبر 1988.

## وصلات خارجية
- (26097) 1988 VJ1 في قاعدة بيانات مختبر الدفع النفاث لأجرام النظام الشمسي الصغيرة

- الاكتشاف · مخطط المدار ·  العناصر المدارية · المعلمات المادية

- (26097) 1988 VJ1 على موقع ويكي سكاي: DSS2, SDSS, GALEX, IRAS, Hydrogen α, X-Ray, Astrophoto, Sky Map, Articles and images